# Braki
Braki – wieś w Polsce, położona w województwie mazowieckim, w powiecie sochaczewskim, w gminie Nowa Sucha.
| SIMC    | Nazwa        | Rodzaj    |
| ------- | ------------ | --------- |
| 0733607 | Braki-Parcel | część wsi |
| 0733613 | Franciszków  | część wsi |

W latach 1954–1959 wieś była siedzibą gromady Braki. W latach 1975–1998 miejscowość administracyjnie należała do województwa skierniewickiego.